# Psilogramma joachimi
Psilogramma joachimi là một loài bướm đêm thuộc họ Sphingidae. Loài này có ở Seram ở Indonesia.